# Rozdoły (województwo pomorskie)
Rozdoły – osada w Polsce położona w województwie pomorskim, w powiecie człuchowskim, w gminie Debrzno.
W latach 1975–1998 miejscowość położona była w województwie słupskim.